# Арчена
Арчена (ісп. Archena) — муніципалітет в Іспанії, у складі автономної спільноти Мурсія. Населення — 18 135 осіб (2010).
Муніципалітет розташований на відстані близько 330 км на південний схід від Мадрида, 20 км на північний захід від Мурсії.
На території муніципалітету розташовані такі населені пункти: (дані про населення за 2010 рік)
- Альгайда: 2186 осіб
- Арчена: 15949 осіб

## Демографія
Динаміка населення (INE ):

## Галерея зображень

Розташування муніципалітету Арчена у провінції Мурсія
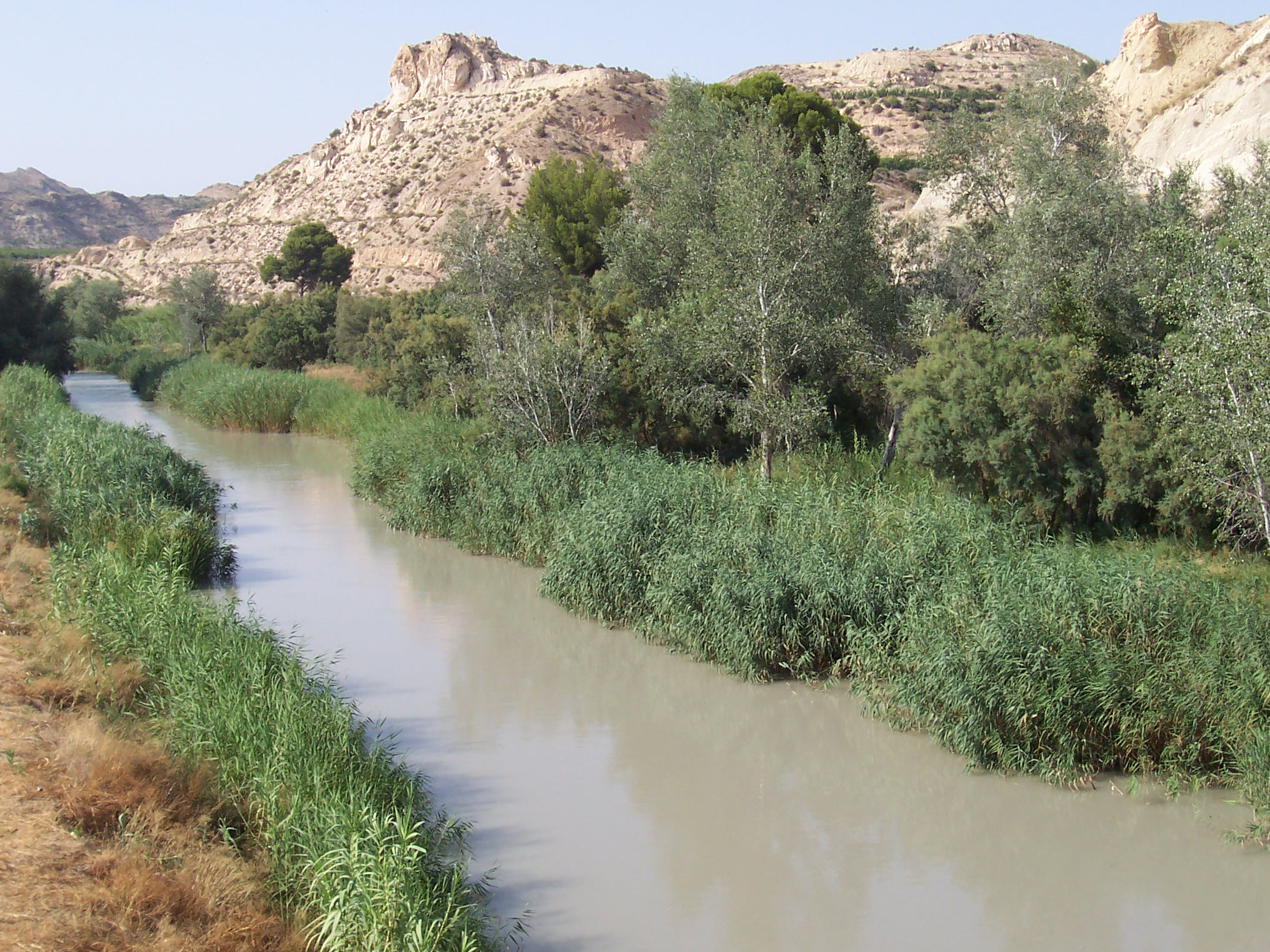
Річка Сегура, Арчена